# Bradicardia
Bradicardia é um termo utilizado na medicina para designar uma diminuição na frequência cardíaca. Convenciona-se como normal no ser humano uma frequência cardíaca entre 50 e 100 batimentos por minuto. Frequências abaixo de 50 constituem a bradicardia. A bradicardia pode ser devido a variações normais do funcionamento do organismo, neste caso chamada de bradicardia fisiológica, ou devido a alguma doença, neste caso bradicardia patológica. Há várias causas possíveis desse tipo de arritmia, mas as 8 principais são: 
- Idade
- Doença de Chagas
- Fibrilação atrial
- Uso de medicações
- Doenças das artérias coronárias
- Lesão do sistema elétrico do coração por cirurgias
- Cardiopatias congênitas (erros de formação no coração do bebê durante a gravidez) [2]
- Desnutrição (Marasmo)

A bradicardia sinusal é a forma mais comum, quando ocorre uma diminuição do cronotropismo do nó sinusal, o marca-passo natural do coração.
A bradicardia pode causar baixa pressão, devido à diminuição do esforço do músculo cardíaco. A bradicardia pode causar danos ao organismo devido a menor circulação do sangue, levando menos oxigênio às células.
Os sintomas mais comuns da falha elétrica do coração são fraqueza, cansaço, falta de ar, dor no peito, desmaios, perda de memória, perda de vontade, tonturas, mal estar. Muitas vezes pacientes idosos tendem a diminuir a sua quantidade de atividade diária sem ao menos notar, simplesmente para evitar os sintomas. Então um idoso pode dizer que não tem sintomas, mas se você perguntar ele pode contar que deixou de ir ao supermercado ou parou de passear com o cachorro porque isso o deixava cansado. É muito comum também que essas pessoas não percebam a perda progressiva de memória, ou que não relatem isso para os familiares ou para o médico por vergonha. A doença vai piorando com o tempo, e cada vez mais o sistema elétrico do coração passa a falhar, como uma fiação de uma casa velha que, se não consertada a tempo, eventualmente vai parar de funcionar. E nesses casos ocorre o bloqueio átrio-ventricular total, que é um aviso de que o paciente está prestes a sofrer uma parada cardíaca a qualquer momento. O marcapasso foi o dispositivo criado para evitar que os pacientes com doença elétrica do coração, quer no estágio inicial, quer no estágio avançado, tenham sintomas de mal funcionamento do coração e, principalmente, que venham a falecer por parada cardíaca. Um marcapasso quando adequadamente indicado não é um aparelho opcional, como são os óculos para melhorar a visão: ele vai ser aquilo que vai impedir que a bradicardia se torne tão grave a ponto de matar o paciente.